# کنکتون (لوئیزیانا)
کنکتون (به انگلیسی: Cankton) شهری در ایالت لوئیزیانا کشور ایالات متحده آمریکا است که جمعیت آن در سرشماری سال ۲۰۱۰ میلادی، ۴۸۴ نفر بوده‌است.